# Palla Strozzi
Palla di Onofrio Strozzi (Florence, 1372 – Padua, 8 mei 1462) was een Florentijns bankier, politicus, schrijver, filosoof en filoloog.

## Biografie
Hij werd geboren te Florence in een rijke bankiersfamilie, genaamd Strozzi. Hij werd opgeleid door humanisten, bij wie hij Latijn leerde, en legde een belangrijke collectie van zeldzame boeken aan. Hij was een groot verzamelaar van Griekse manuscripten en maakte van zijn huis in Florence een centrum van Griekse studies en stond op het punt de eerste publieke bibliotheek van de stad te openen toen hij uit de stad werd verbannen. In 1395 hielp hij mee Manuel Chrysoloras naar Florence te halen (die ook een groot aantal antieke werken met zich meebracht, waaronder de Geographia van Claudius Ptolemaeus) en leerde van hem Oudgrieks. Vespasiano da Bisticci omschreef hem in zijn Vite di uomini illustri del secolo XV (Leven van beroemde mannen van de 15e eeuw) hem als rijk, knap, een familieman, geleerde en een groot bouwer en verzamelaar. Palla Strozzi was de rijkste man in Florence, met bruto belastbare bezittingen ter waarde van 162 925 florijnen in 1427, waaronder 54 boerderijen, 30 huizen, een bank met een kapitaal van 45 000 florijnen en gemeenschappelijke obligaties. Ondanks zijn grote rijkdom, leefde Strozzi boven zijn stand en had hij weinig interesse in de activiteiten van zijn familiebank, wat uiteindelijk zou leiden tot zijn economische en politieke neergang in de tweede helft van de 15e eeuw.
Toen hij in de zestig was, wierp hij zich samen met Rinaldo degli Albizzi op als de leiders van de oppositie tegen Cosimo de' Medici, de man die praktisch alle politieke macht in Florence in handen had. Aanvankelijk succesvol, slaagden de twee de opsluiting van Cosimo gedaan te krijgen en in 1433 hem te dwingen in ballingschap te gaan. Toen Cosimo echter terugkeerde uit zijn ballingschap, werden zowel de Strozzi en Albizzi op hun beurt verbannen. In 1434 verhuisde Strozzi naar Padua, waar hij begon met het plannen van een terugkeer naar zijn geboortestad. Hij was echter nooit in staat om terug te keren, maar zijn zoon slaagde hier wel in en bouwde in 1480 een groot paleis in Florence.
Hij overleed in 1462 en liet zijn collectie na aan de abdij van Santa Giustina. Als mecenas was hij opdrachtgever voor De aanbidding door de koningen door Gentile da Fabriano in de Strozzi-kapel van de Santa Trinita-kerk in Florence. Daarnaast maakte Fra Angelico in zijn opdracht de Kruisafneming in de sacristie van de Santa Trinità in Florence.
Zijn nakomelingen vestigden zich in Ferrara.